# Those Jersey Cowpunchers
Those Jersey Cowpunchers è un cortometraggio muto del 1911 prodotto dalla Nestor. Il nome del regista non viene riportato nei credit.

## Trama
Le riprese di un film western girato nel New Jersey si complicano quando i cowboy professionisti ingaggiati dal produttore se ne vanno e la compagnia è costretta a ricorrere alla gente del posto per poter finire la pellicola.

## Produzione
Il film fu prodotto dalla Nestor Film Company.

## Distribuzione
Distribuito dalla Motion Picture Distributors and Sales Company, il film - un cortometraggio di una bobina - uscì nelle sale cinematografiche USA il 4 ottobre 1911.